# Goniothalamus ridleyi
Goniothalamus ridleyi este o specie de plante din genul Goniothalamus, familia Annonaceae, descrisă de George King. Conține o singură subspecie: G. r. fasciculatus.